# Chiesa di Santa Maria Maddalena (Senigallia)
La chiesa di Santa Maria Maddalena è un luogo di culto cattolico, si trova in via Cavallotti già via del Ricovero nel centro dell'urbano storico di Senigallia in provincia di Ancona e diocesi di Senigallia.

## Storia
L'origine della chiesa potrebbe essere duecentesca o addirittura precedente, legata al culto della santa Maria Maddalena. Era la prima parrocchiale di Senigallia con annesso un ospedale. Anticamente era dedicata a san Gregorio ed era posta leggermente dislocata dal centro urbano lungo la strada verso porta Sant'Angelo, probabilmente inserita in un piccolo borgo.
L'edificio fu menzionato la prima volta nel 1270, in un documento che cita Maria Maddalena con san Paolino, quali patroni della località, mentre la zona cimiteriale, intorno all'edificio, è indicata nel 1334.  Che l'edificio si trovasse posizionato fuori dalla città di Senigallia lo si evince dal documento che cita la chiesa come circondata da una corte, probabile cimitero, posta vicino al fiume Nevola e a una via pubblica. Il prato che circondava la chiesa le riporta il nome, e conferma la lontananza del centro abitato, ma sicuramente è la parte che accoglieva l'antica fiera. La chiesa e i suoi cappellani sono citati in molti documenti, tra cui nel 1471 da un priore di nome Lorenzo Durantino, probabilmente dei frati minori conventuali, come indicherebbero fonti d'archivio ivi conservate. Mentre nel XV secolo è indicato un eremita quale rettore dell'ospedale. La devozione e l'attenzione a questa chiesa da parte dei fedeli ha dato origine alla Fiera della Maddalena. Come molti sono i lasciti che i fedeli devolvevano a favore della chiesa.
L'antico edificio gravemente danneggiato, conseguenza all'alluvione del 27 novembre 1472, nel 1480 fu completamente demolito e ricostruito per volontà di Giovanni Della Rovere, che, alla sua morte fu inumato nella chiesa il 6 novembre 1501. Nel 1491 papa Innocenzo VIII adempiendo a una richiesta del cardinale Marco Vigerio della Rovere concesse la gestione della chiesa ai francescani che dal 1493 gestirono anche l'operale fino al Settecento. La chiesa e il convento vengono indicati nel suburbio cittadino nel 1591 e gestita dai frati francescani conventuali, e nel 1746 indicata fuori dalle mura cittadine costruite dal duca Guidobaldo II della Rovere.
La chiesa fu nuovamente riedificata nel 1751, periodo in cui tutti gli edifici religiosi furono abbelliti grazie alla concessione di papa Benedetto XIV. Il convento divenne sede dell'ospedale cittadino negli anni dal 1808 al 1930.
La chiesa nell'Ottocento ha avuto uno stretto legame con la famiglia Mastai Ferretti di papa Pio IX.

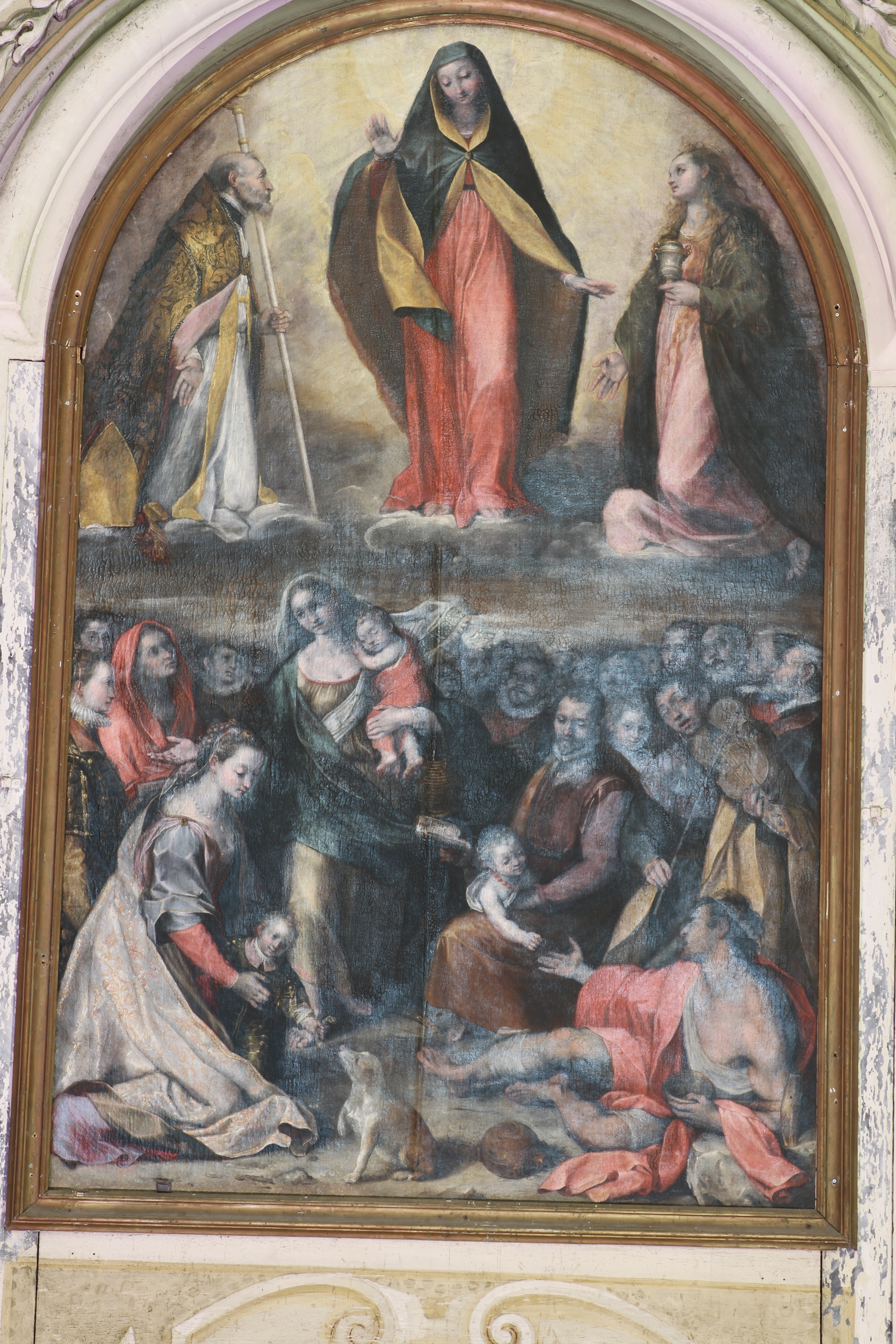
Pala d'altare opera della scuola del Barocci

## Descrizione

### Esterno
L'edificio è il solo in Senigallia ad avere il classico orientamento a est edificato secondo i criteri architettonici del Settecento. La facciata si sviluppa su due ordini culminanti con il timpano triangolare, riccamente divisi in laterizio. Nell'ordine inferiore il portale presenta una cornice in pietra d'Istria, modanata completa di architrave e timpano a tutto sesto aggettante.

### Interno
L'interno a unica navata presenta quattro nicchie e tre altari per lato. La parte presbiterale è composta da tre absidi con cappelle gentilizie che godevano il giuspatronato della famiglia Fagnani di cui conservano i monumenti funebri. Vi è infatti l'epigrafe settecentesca della sepoltura del matematico Giulio Fagnano dei Toschi.
La prima cappella entrando a destra è dedicata a san Emidio, e ospita la tela di Domenico Corvi che raffigura il santo. La seconda cappella conserva la tela sempre del Corvi di Sant'Antonio di Padova con il Bambino. La cappella godeva del giuspatronato della famiglia Mastai Ferretti, vi sono sepolti i famigliari di papa Pio IX. La terza cappella è dedicata alla Madonna di Pompei, conservava anche le formelle in ceramica dei misteri del rosario poi rimosse, opera del ceramista Giulio Rossini. La cappella è particolarmente decorata.
La prima cappella a sinistra ospita la tela raffigurante sant'Isidoro Agricola di anonimo, mentre la seconda cappella il dipinto forse di Antonio del Giudice raffigurante la Madonna con ai piedi il paese come si presentava nel Seicento e il ritratto dell'ultimo duca. La terza cappella presenta il Crocifisso che pare fosse stato trovato sulla spiaggia durante il medioevo e che per tradizione è ritenuto miracoloso. La cappella è ornata da colonne complete di capitelli corinzi.
L'altare maggiore è ornato nell'abside del dipinto olio su tela di Antonio del Giudice appartenente alla scuola del Barocci raffigurante la Madonna della Misericordia con san Paolino e santa Maria Maddalena. Sul presbiterio vi è anche l'organo opera settecentesca di don Pietro Nachini.

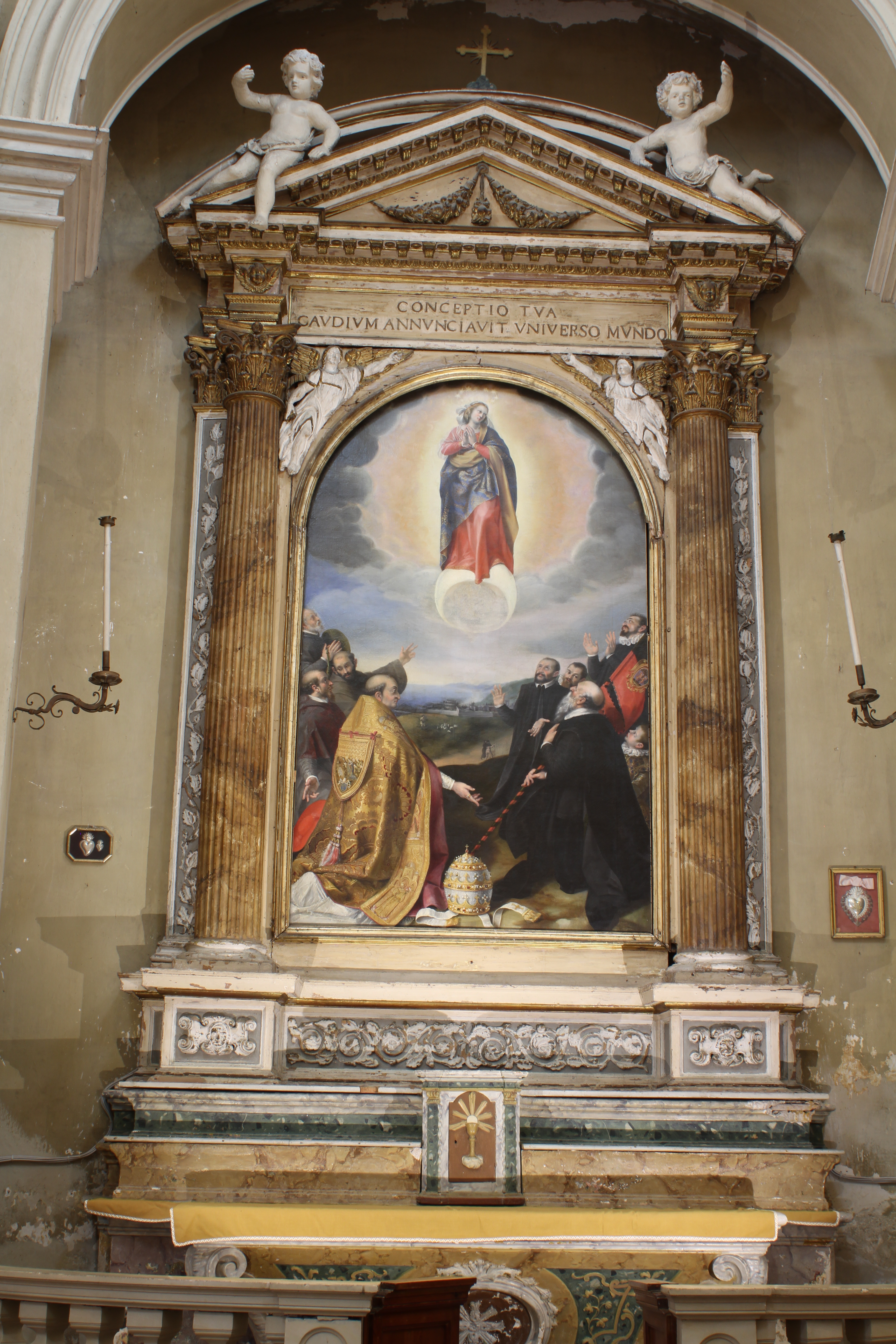
Pala dell'Immacolata Concezione-Antonio del Giudice

### Prato di Santa Maria Maddalena
La chiesa di Santa Maria Maddalena diede il nome al prato dove era posta nonché alla porta che verrà costruita nel Cinquecento.

Nei documenti d'archivio, viene indicato il prato di Santa Maria Maddalena detto anche prato della Maddalena, nome che verrà indicato anche per la fiera di Senigallia. Con questo nome veniva indicata la zona esterna e a ridosso delle mura. Questa parte era stati sicuramente abitata già in epoca romana, e che fosse inclusa nelle mura cittadine nell'alto Medioevo me che era stata abbandonata, solo durante l'età comunale si era tentato un ripopolamento della zona.
Il territorio si trovava su un importante percorso viario tanto da essere menzionata più volte come la strada di Santa Maria Maddalena, e non fu oggetto di edificazione e modifiche durante l'amministrazione dei Malatesta restando fuori anche dalle costruzioni fortificate nel XV secolo, e Pandolfo Malatesta, per urbanizzarlo, nel 1451, emanò un bando dove concedeva terreno coltivabile per un paio di buoi a testa per chi avesse abitato e costruito su questa parte di Senigallia, vi era infatti volontà da parte del Malatesta di ampliare e modernizzare la cittadina. Arrivarono quindi personaggi di altre località, di Mantova, Brescia e Cremona. Iniziò quindi una nuova urbanizzazione con l'edificazione di case e palazzi anche da parte di Giovanni della Rovere. La località veniva indicata come la Terra vecchia. Il governatore di Marca Anconitana, avendo problemi di aumento della popolazione con la mancanza di abitazioni, nel 1472, ricevette il doppio dei terreni e li concesse a quanti non avevano casa. Molti edifici furono distrutti nel 1560 da Guidobaldo della Rovere perché temeva per la sicurezza cittadina. Porta Santa Maria Maddalena fu edificata nel 1479 e la zona fu edificata e riedificata fino alla fine dell'Ottocento.